# Abushiri-felkelés

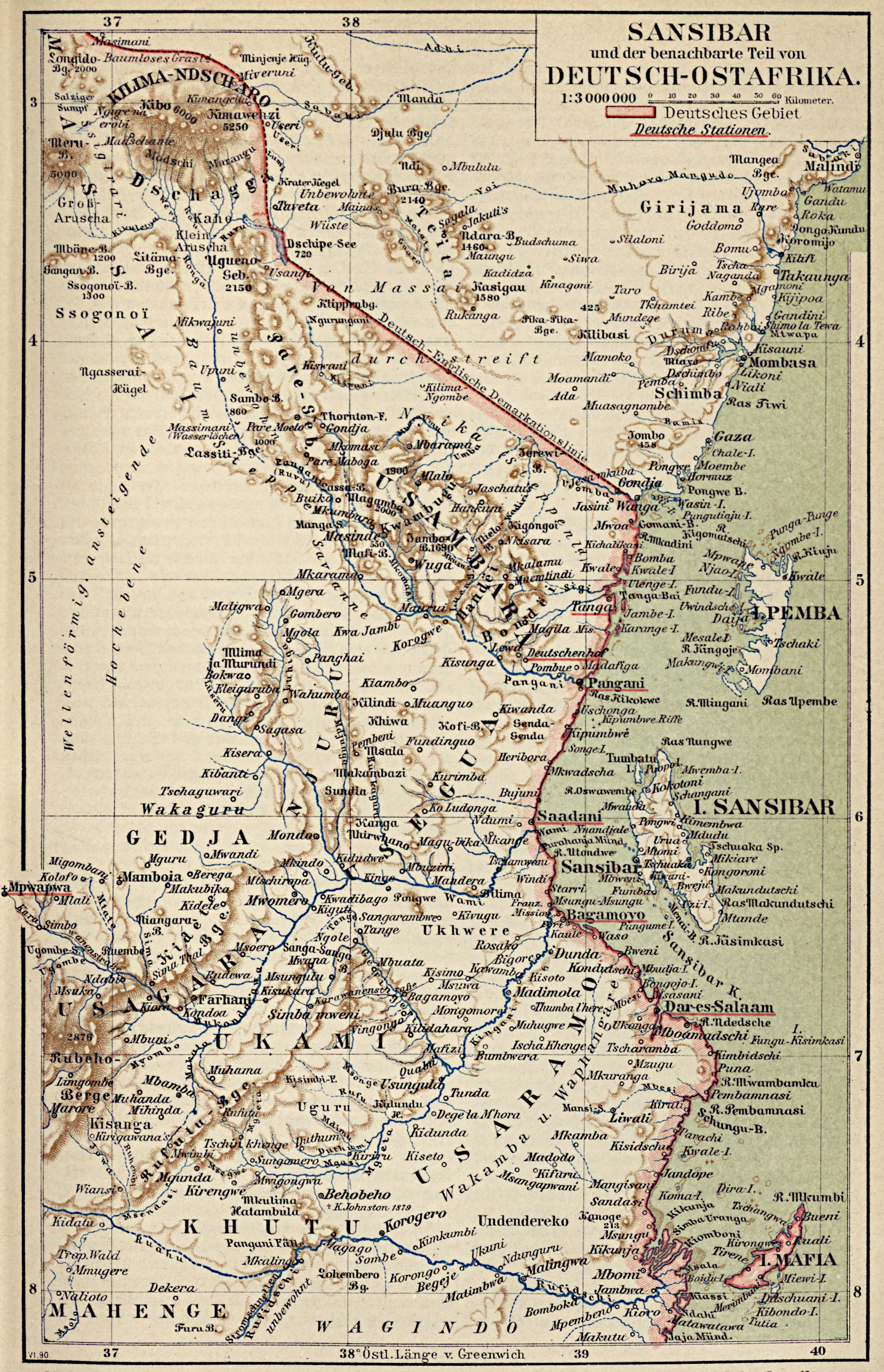
Zanzibár és Német Kelet-Afrika, (Meyers Konversations-Lexikon), 1885-90

Az Abushiri-felkelés  a zanzibári szultán által a Német Birodalomnak adományozott német-kelet-afrikai partvidék arab és szuahéli lakosságának felkelése volt 1888-1889-ben. A felkelést a partvidék egyesített német-brit blokádjával fojtották el.

## Előzményei
1884 vége felé a Társaság a német gyarmatosításért (németül: Gesellschaft für deutsche Kolonisation) Karl Peters által vezetett expedíciója elérte Zanzibárt, és a szigettel átellenben fekvő afrikai partvidék helyi törzsfőnökeivel „védelmi szerződést” íratott alá, amiben hatalmas területeket ígértek a társaságnak.  Alighogy megvetette lábát, Peters frissen létrehozott Német Kelet-Afrika Társasága további területeket szerzett meg Tanganyikában egészen az Uluguru és az Usambara-hegységekig. Ez a terjeszkedés  Barghash bin Said zanzibári szultán ellenállásába ütközött, akinek viszont később meg kellett hátrálnia, mivel Peters megszerezte a berlini német külügyminisztérium támogatását, aminek külön hangsúlyt adott a német birodalmi tengerészet egy flottájának megjelenése Zanzibár partjainál Eduard von Knorr ellentengernagy irányítása alatt. Végül 1888. április 28-án  Khalifah bin Said szultán aláírta a megállapodást, melyben átengedte Tanganyika kormányzását a Német Kelet-Afrika Társaságnak. 
A társaság 1888 augusztusától megpróbálta átvenni a Tanganyika parti városai feletti irányítást, ám szándéka heves ellenállásba ütközött a bennszülött lakosság valamint az arab elit részéről, akik a rabszolga- és elefántcsont-kereskedelmüket féltették. A felkelést Emil von Zelewski, Pangani német kormányzója robbantotta ki azzal, hogy megpróbálta felhúzatni a társaság zászlaját a város fölé.  

## A felkelés
A felkelést Abushiri ibn Salim al-Harthi ültetvényes vezette, aki mind az arabok, mind a helyi szuahéli törzsek támogatását megszerezte. Abushiri apja arab, anyja oromó származású volt. A felkelés gyorsan továbbterjedt a partvidék északi részén fekvő Tanga városától a déli Lindi és Mikindani városokra. A Német Kelet-Afrika Társaság képviselőit a Bagamoyóban és Dar es-Salaamban élők kivételével elűzték vagy megölték.
1889 februárjában Otto von Bismarck német kancellár közbelépett és Hermann Wissmann hadnagyot Német Kelet-Afrika birodalmi kormányzójává (Reichskommissar) nevezte ki. Wissmann német tisztekből és bennszülött askari katonákból egy német gyarmati csapatot (Schutztruppe) hozott létre, akik a tengerészet és a britek támogatásával végül elfojtották a felkelést.
Miután Abushirit Mombasa felé menekülése közben elárulták és 1889 decemberében a németek kezére juttatták, haditörvényszék elé állították, mely halálra ítélte és Panganiban nyilvánosan felakasztották. Az 1890. november 20-án született megállapodás értelmében a Német Kelet-Afrika Társaságnak át kellett adnia Tanganyika irányítását a német kormánynak. Mindazonáltal Wissmannak csak 1891 elején sikerült jelentenie Berlin számára, hogy a felkelést teljesen elfojtották.

## Fordítás
- Ez a szócikk részben vagy egészben  az   Abushiri Revolt című angol Wikipédia-szócikk ezen változatának fordításán alapul.  Az eredeti cikk szerkesztőit annak laptörténete sorolja fel. Ez a jelzés csupán a megfogalmazás eredetét és a szerzői jogokat jelzi, nem szolgál a cikkben szereplő információk forrásmegjelöléseként.